# رالف براينت
رالف براينت (بالإنجليزية: Ralph Bryant)‏ هو لاعب كرة قاعدة أمريكي، ولد في 20 مايو 1961 في مقاطعة كلاي في الولايات المتحدة.

## وصلات خارجية
- رالف براينت على موقع الدوري الياباني لكرة القاعدة (الإنجليزية)
- رالف براينت على موقعبيزبول رفرنس.كوم (الدوري الرئيسي) (الإنجليزية)
- رالف براينت على موقعبيزبول رفرنس.كوم (الدوري الثانوي) (الإنجليزية)
- رالف براينت على موقع إي إس بي إن.كوم (أم.أل.بي) (الإنجليزية)
- رالف براينت على موقع مشجعي الرسوم البيانية (الإنجليزية)